# Orchestre aux pieds nus
 (mars 2020).
Si vous disposez d'ouvrages ou d'articles de référence ou si vous connaissez des sites web de qualité traitant du thème abordé ici, merci de compléter l'article en donnant les références utiles à sa vérifiabilité et en les liant à la section « Notes et références ».
L'Orchestre aux pieds nus était un orchestre de musique brésilienne fondé par le musicien Mozart Vieira (pt) en 1979 dans la ville de Sao Caetano dans une région pauvre du Nord-Est du Brésil. 
Il s'agissait à l'origine d'un projet social et humaniste ayant pour objectif d'aider à la scolarisation des enfants pauvres de la ville en les initiant à la musique et en les intégrant dans une école. Mozart Vieira pensait qu'avec la musique il serait possible d'« élever les consciences et sortir les enfants de la misère ».
Le nom français d’Orchestre aux pieds nus vient de la tradition de l'orchestre qui jouait sur scène pieds nus afin de rappeler l'origine pauvre de ses membres qui n'avaient à l'origine pas assez d'argent pour porter des chaussures.
Ce projet artistique donnera lieu à la création de la fondation Musique et Vie de l'État de Pernambuc qui compte aujourd'hui[Quand ?] plus de 200 enfants scolarisés et recevant une formation musicale.